# 一號戒備信號

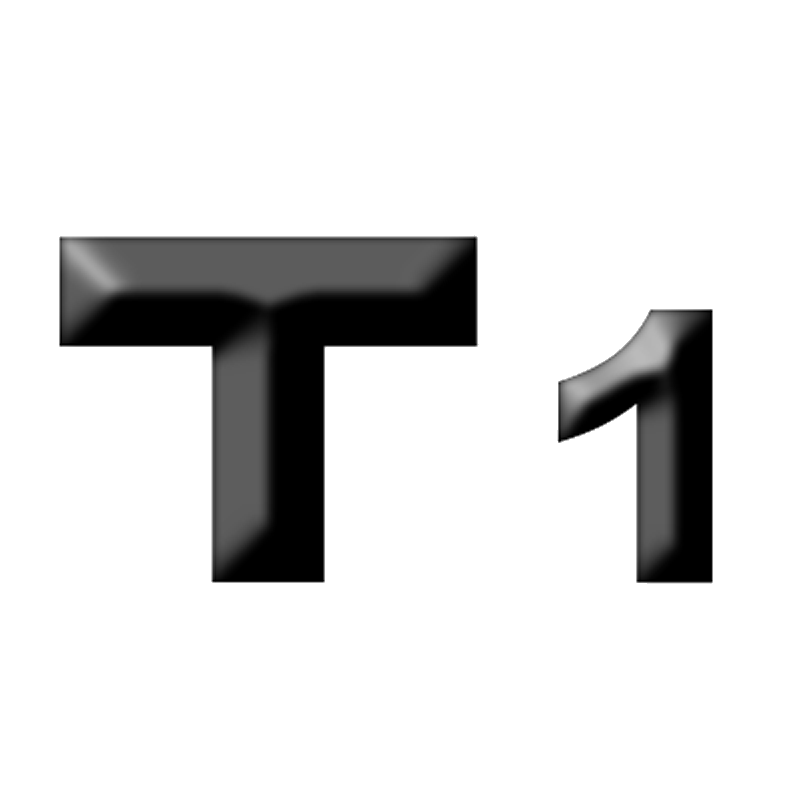
一號戒備信號的標誌

一號戒備信號（英語：Standby Signal No.1），是香港熱帶氣旋警告信號之中最低級的信號，一般市民俗稱為一號風球或一號波。高一級為三號強風信號。

## 意義
根據官方定義，此等信號乃表示有一熱帶氣旋，約在香港800公里的範圍內，可能影響香港，離岸海域可能有強風。
一個熱帶氣旋會帶來多方面的影響，例如大風、風暴潮、大雨、下沉氣流引致的酷熱天氣。由於香港的熱帶氣旋警告系統旨在警告市民熱帶氣旋帶來的風力威脅，因此一號信號中所指的「影響」只限於熱帶氣旋所帶來的風力。對於熱帶氣旋帶來風力及風暴潮以外的影響，天文台會在有需要時發出其他相應警告，提醒市民熱帶氣旋所帶來的其他方面影響，例如酷熱天氣警告、暴雨警告信號等。同時，一年內有不少熱帶氣旋進入香港約800公里的範圍，天文台會考慮此等熱帶氣旋會否帶來風力威脅，才會決定是否發出一號信號，因此當熱帶氣旋集結在香港約800公里或以內，並不代表必需發出一號信號。
自2006年起，發出一號戒備信號加入「離岸海域可能有強風」的考慮。自此天文台在熱帶氣旋在香港遠處掠過或長遠並非繼續接近香港，但離岸吹強風的情況下考慮發出一號信號，以及在取消三號強風信號時，如離岸仍受強風影響，則改發一號信號而非直接取消所有熱帶氣旋警告信號。
此外如果熱帶氣旋來勢洶洶，或者在東北季候風共同影響，導致風力提早增強，天文台亦有可能在熱帶氣旋還沒進入距離香港800公里範圍時提前發出一號信號，不過較為罕見，多數在秋季出現。雖然在1987年颱風林茵（東南偏東約880公里）、1988年颱風露比（東南偏南約810公里）及1989年颱風戈登（東南約830公里）連續3年出現此情況，但是直至25年後，2014年颱風海鷗來襲時才再次發生（東南偏東約850公里）。4年後颱風山竹以巨大環流直撲珠江口一帶，構成重大威脅，香港天文台更史無前例在山竹距離香港仍有過千公里時便已經發出一號戒備信號（東南偏東約1110公里），並特別把定義改為「表示有一熱帶氣旋，將會進入香港800公里內，可能影響本港」，直至山竹進入警戒範圍後才改回慣用的「在香港約800公里內」。而2019年熱帶風暴劍魚則是首個離開距離香港800公里範圍後，天文台仍然維持一號信號的熱帶氣旋，劍魚更一度遠離香港約1000公里，原因是當時劍魚與大陸反氣旋共同影響，香港離岸和高地仍吹強風，且預測劍魚會以「回馬槍」再次影響香港。
天文台亦可能同時為多於一個熱帶氣旋發出一號戒備信號。2021年7月6日，天文台便同時為兩個熱帶低氣壓發出一號戒備信號，並特別把定義改為「表示有兩個熱帶氣旋，在香港約800公里內，可能影響本港」，直至其中一個熱帶低氣壓減弱為低壓區後才改回慣用的「一熱帶氣旋」。而在1979年熱帶風暴蘭茜遠離之際，天文台更緊接為強烈熱帶風暴麥克懸掛三號和八號熱帶氣旋警告信號。

## 歷史
香港天文台從1884年開始就為香港海港內的輪船懸掛颱風信號以作示警，其後並開始為原有的信號球加設數字來代表風力強度和風向。當時香港天文台有兩套信號系統。一套是本地颱風警告信號（為位於香港警戒範圍以內的颱風），另外一套是非本地颱風警告信號（為位於香港警戒範圍以外的颱風）。

### 1905年
一號風球從1905年開始出現。根據當時的系統，一號風球代表香港以北有颱風出現。信號球形狀為朝上錐體（▲）。信號分為紅色和黑色。紅色信號代表颱風距離香港超過300哩，黑色信號則代表颱風距離香港少於300哩。
根據當時的憲報，懸掛風球並不一定代表天文台預料香港會出現惡劣天氣。

### 1917年
根據1917年的信號系統，一號風球信號球形狀為紅色朝上錐體（▲），夜間信號燈顏色設定為「白白白」（由上至下），代表香港可能在未來24小時受到烈風吹襲。

### 1927年
一號風球形狀出現改變，形狀為紅色T字 ，夜間燈號無變。

### 1931年
1931年3月1日熱帶氣旋警告信號系統改制，新的一號風球信號球形狀以現在為人熟識的黑色T字 呈現，並再沒有做出改變。夜間信號燈顏色與1917年系統一樣，當時的一號風球表示有熱帶氣旋可能會影響香港。

### 日治時期
1943年10月20日至1945年8月底，當時的日佔政府因戰爭時期使氣象預報物資短缺，遂暫時把颱風警告信號系統精簡，改為只有一號及二號風球。
根據當時的系統，一號風球的信號球顏色改為紅色，而夜間信號燈顏色亦改為「紅藍」（由上至下）。而一號風球的意思亦改為代表戒備或強風吹襲，意義與以往的一號風球、現在的一號及三號信號相同。
此系統直至香港重光後才被廢除。

### 戰後
1956年，天文台當局把一號信號的意義改為表示有熱帶氣旋進入香港400海里（約740公里）警戒範圍並可能影響香港。
1986年，天文台改為使用十進制，並把熱帶氣旋警戒範圍擴大至800公里。
由2023年強颱風小犬襲港起，天文台會預先表明由三號信號改發一號信號的準確時間。由2024年熱帶風暴馬力斯起，天文台會預先表明直接發出一號信號的準確時間。由2024年颱風潭美起，天文台會預先表明取消所有熱帶氣旋警告信號的準確時間。

## 1999年至今發出紀錄
| 熱帶氣旋               | 發出時間       | 取消時間       |
| 1999年                 | 1999年         | 1999年         |
| ---------------------- | -------------- | -------------- |
| 颱風利奧               | 4月29日 21:40  | 4月30日 16:15  |
| 颱風瑪姬               | 6月5日 23:45   | 6月6日 14:15   |
| 颱風瑪姬               | 6月7日 22:30   | 6月8日 00:45   |
| 熱帶風暴               | 7月25日 11:45  | 7月26日 22:45  |
| 颱風森姆               | 8月20日 16:15  | 8月22日 02:30  |
| 颱風約克               | 9月13日 10:45  | 9月15日 10:15  |
| 強烈熱帶風暴錦雯       | 9月24日 09:40  | 9月25日 15:40  |
| 颱風丹尼               | 10月5日 20:45  | 10月7日 05:35  |
| 颱風丹尼               | 10月7日 16:15  | 10月9日 09:25  |
| 2000年                 |                |                |
| 颱風啟德               | 7月6日 15:50   | 7月9日 05:45   |
| 熱帶低氣壓             | 7月15日 14:45  | 7月16日 21:25  |
| 颱風碧利斯             | 8月23日 06:00  | 8月23日 19:15  |
| 強烈熱帶風暴           | 8月27日 23:45  | 8月29日 14:25  |
| 強烈熱帶風暴           | 8月31日 10:15  | 9月1日 01:30   |
| 颱風悟空               | 9月6日 13:45   | 9月7日 21:45   |
| 強烈熱帶風暴貝碧嘉     | 11月4日 14:40  | 11月8日 07:40  |
| 2001年                 |                |                |
| 颱風飛燕               | 6月22日 23:25  | 6月23日 20:25  |
| 颱風榴槤               | 6月30日 07:40  | 6月30日 22:20  |
| 颱風尤特               | 7月4日 17:45   | 7月5日 10:45   |
| 颱風玉兔               | 7月23日 21:50  | 7月24日 15:50  |
| 熱帶風暴菲特           | 8月28日 22:15  | 8月30日 04:45  |
| 颱風百合               | 9月19日 16:15  | 9月20日 14:45  |
| 2002年                 |                |                |
| 強烈熱帶風暴北冕       | 8月3日 09:50   | 8月5日 11:30   |
| 強烈熱帶風暴黃蜂       | 8月17日 22:45  | 8月20日 06:30  |
| 強烈熱帶風暴黑格比     | 9月10日 14:40  | 9月11日 05:40  |
| 2003年                 |                |                |
| 強烈熱帶風暴天鵝       | 7月20日 05:40  | 7月21日 20:15  |
| 颱風伊布都             | 7月22日 20:20  | 7月23日 13:40  |
| 颱風科羅旺             | 8月23日 09:30  | 8月24日 11:30  |
| 颱風杜鵑               | 9月1日 22:15   | 9月2日 10:40   |
| 2004年                 |                |                |
| 颱風康森               | 6月8日 14:15   | 6月9日 04:30   |
| 熱帶風暴圓規           | 7月14日 22:55  | 7月16日 05:15  |
| 颱風艾利               | 8月26日 10:15  | 8月27日 04:10  |
| 2005年                 |                |                |
| 強烈熱帶風暴珊瑚       | 8月12日 10:40  | 8月13日 18:45  |
| 熱帶風暴韋森特         | 9月17日 14:40  | 9月18日 07:40  |
| 颱風達維               | 9月22日 10:40  | 9月24日 08:40  |
| 2006年                 |                |                |
| 颱風珍珠               | 5月15日 21:40  | 5月17日 07:15  |
| 颱風珍珠               | 5月17日 21:15  | 5月18日 04:40  |
| 熱帶風暴杰拉華           | 6月27日 09:40  | 6月28日 18:40  |
| 颱風派比安             | 8月1日 12:10   | 8月2日 16:20   |
| 颱風派比安             | 8月4日 05:40   | 8月4日 15:40   |
| 強烈熱帶風暴寶霞       | 8月9日 08:40   | 8月10日 22:10  |
| 熱帶低氣壓             | 8月24日 11:10  | 8月25日 06:20  |
| 熱帶低氣壓             | 9月12日 13:40  | 9月13日 10:35  |
| 熱帶低氣壓             | 9月13日 14:40  | 9月13日 16:10  |
| 颱風西馬侖             | 10月31日 14:20 | 11月3日 13:30  |
| 2007年                 |                |                |
| 強烈熱帶風暴帕布       | 8月8日 05:40   | 8月9日 02:40   |
| 強烈熱帶風暴帕布       | 8月10日 07:50  | 8月10日 12:40  |
| 強烈熱帶風暴帕布       | 8月11日 01:40  | 8月11日 08:30  |
| 熱帶風暴范斯高         | 9月23日 02:40  | 9月24日 11:15  |
| 2008年                 |                |                |
| 颱風浣熊               | 4月17日 16:15  | 4月18日 20:40  |
| 颱風風神               | 6月23日 07:40  | 6月24日 16:40  |
| 強烈熱帶風暴北冕       | 8月4日 10:15   | 8月5日 19:15   |
| 強烈熱帶風暴北冕       | 8月7日 04:15   | 8月7日 07:15   |
| 颱風鸚鵡               | 8月20日 18:15  | 8月21日 20:40  |
| 颱風鸚鵡               | 8月23日 09:40  | 8月23日 11:15  |
| 颱風黑格比             | 9月22日 18:40  | 9月23日 10:25  |
| 熱帶風暴海高斯         | 10月2日 19:30  | 10月4日 22:30  |
| 2009年                 |                |                |
| 強烈熱帶風暴蓮花       | 6月20日 10:40  | 6月21日 05:45  |
| 熱帶風暴浪卡           | 6月26日 07:15  | 6月26日 15:40  |
| 熱帶風暴蘇迪羅         | 7月10日 16:45  | 7月11日 13:25  |
| 熱帶風暴蘇迪羅         | 7月11日 21:15  | 7月12日 05:20  |
| 颱風莫拉菲             | 7月17日 22:15  | 7月18日 14:15  |
| 颱風莫拉菲             | 7月19日 10:40  | 7月19日 13:15  |
| 強烈熱帶風暴天鵝       | 8月3日 15:15   | 8月4日 11:15   |
| 強烈熱帶風暴天鵝       | 8月5日 05:40   | 8月5日 16:00   |
| 熱帶風暴彩虹           | 9月10日 04:35  | 9月10日 14:35  |
| 熱帶風暴彩虹           | 9月11日 03:35  | 9月11日 06:25  |
| 颱風巨爵               | 9月13日 20:35  | 9月14日 11:15  |
| 颱風巨爵               | 9月15日 13:35  | 9月15日 15:40  |
| 颱風凱薩娜             | 9月27日 22:15  | 9月28日 19:15  |
| 2010年                 |                |                |
| 颱風康森               | 7月15日 19:20  | 7月16日 21:15  |
| 颱風燦都               | 7月20日 12:15  | 7月21日 16:40  |
| 颱風燦都               | 7月22日 11:40  | 7月22日 14:40  |
| 強烈熱帶風暴獅子山     | 8月29日 10:35  | 8月30日 19:10  |
| 強烈熱帶風暴獅子山     | 9月2日 20:40   | 9月3日 16:40   |
| 強颱風凡亞比           | 9月19日 16:35  | 9月20日 16:05  |
| 超強颱風鮎魚           | 10月20日 16:35 | 10月21日 05:40 |
| 超強颱風鮎魚           | 10月22日 18:05 | 10月22日 20:40 |
| 2011年                 |                |                |
| 熱帶風暴莎莉嘉           | 6月10日 09:40  | 6月11日 07:15  |
| 熱帶風暴海馬           | 6月20日 21:35  | 6月22日 05:45  |
| 熱帶風暴海馬           | 6月23日 10:25  | 6月23日 20:45  |
| 強烈熱帶風暴洛坦       | 7月28日 08:40  | 7月28日 18:45  |
| 強烈熱帶風暴洛坦       | 7月29日 14:10  | 7月29日 16:40  |
| 颱風納沙               | 9月27日 22:40  | 9月28日 17:20  |
| 颱風納沙               | 9月30日 00:20  | 9月30日 06:25  |
| 強颱風尼格             | 10月2日 10:40  | 10月3日 06:40  |
| 2012年                 |                |                |
| 強烈熱帶風暴泰利       | 6月17日 16:20  | 6月18日 22:40  |
| 強烈熱帶風暴泰利       | 6月19日 10:20  | 6月19日 20:40  |
| 熱帶風暴杜蘇芮         | 6月28日 21:40  | 6月29日 16:20  |
| 熱帶風暴杜蘇芮         | 6月30日 06:40  | 6月30日 08:15  |
| 強颱風韋森特           | 7月21日 15:40  | 7月23日 05:20  |
| 強颱風韋森特           | 7月24日 14:40  | 7月24日 23:15  |
| 颱風啟德               | 8月15日 20:10  | 8月16日 13:40  |
| 颱風啟德               | 8月17日 15:20  | 8月17日 16:25  |
| 強颱風天秤             | 8月24日 22:40  | 8月26日 16:40  |
| 2013年                 |                |                |
| 熱帶風暴貝碧嘉         | 6月21日 07:40  | 6月21日 20:20  |
| 熱帶風暴貝碧嘉         | 6月22日 09:10  | 6月22日 11:15  |
| 強烈熱帶風暴溫比亞     | 6月30日 21:10  | 7月1日 13:15   |
| 強烈熱帶風暴溫比亞     | 7月2日 05:10   | 7月2日 09:40   |
| 熱帶風暴西馬侖         | 7月17日 23:20  | 7月18日 15:40  |
| 強烈熱帶風暴飛燕       | 8月1日 09:40   | 8月1日 16:10   |
| 超強颱風尤特           | 8月12日 16:05  | 8月13日 04:40  |
| 超強颱風尤特           | 8月15日 01:40  | 8月15日 16:40  |
| 超強颱風天兔           | 9月21日 10:40  | 9月21日 23:40  |
| 強颱風羅莎             | 11月1日 15:20  | 11月3日 22:50  |
| 2014年                 |                |                |
| 熱帶風暴海貝思         | 6月14日 17:40  | 6月15日 13:20  |
| 超強颱風威馬遜         | 7月16日 23:40  | 7月17日 16:15  |
| 超強颱風威馬遜         | 7月18日 19:40  | 7月19日 03:40  |
| 熱帶低氣壓             | 9月7日 09:40   | 9月8日 09:10   |
| 颱風海鷗               | 9月14日 23:35  | 9月15日 12:40  |
| 颱風海鷗               | 9月16日 20:40  | 9月17日 02:10  |
| 2015年                 |                |                |
| 熱帶風暴鯨魚           | 6月21日 21:40  | 6月23日 07:40  |
| 颱風蓮花               | 7月8日 07:40   | 7月9日 08:40   |
| 強颱風彩虹             | 10月2日 20:40  | 10月3日 10:20  |
| 強颱風彩虹             | 10月4日 20:40  | 10月5日 05:20  |
| 2016年                 |                |                |
| 熱帶低氣壓             | 5月26日 21:40  | 5月27日 05:40  |
| 熱帶低氣壓             | 5月27日 13:40  | 5月27日 22:50  |
| 強烈熱帶風暴銀河       | 7月26日 08:40  | 7月26日 23:20  |
| 颱風妮妲               | 7月31日 22:10  | 8月1日 11:40   |
| 熱帶風暴電母           | 8月17日 11:30  | 8月17日 22:15  |
| 熱帶風暴電母           | 8月18日 11:15  | 8月18日 13:15  |
| 超強颱風莫蘭蒂         | 9月14日 10:10  | 9月15日 04:20  |
| 強颱風鮎魚             | 9月28日 08:40  | 9月28日 23:10  |
| 熱帶風暴艾利           | 10月6日 20:40  | 10月9日 03:45  |
| 超強颱風莎莉嘉           | 10月16日 21:20 | 10月17日 13:40 |
| 超強颱風海馬           | 10月20日 08:20 | 10月20日 20:40 |
| 2017年                 |                |                |
| 強烈熱帶風暴苗柏       | 6月11日 19:40  | 6月12日 10:40  |
| 熱帶風暴洛克           | 7月22日 15:40  | 7月23日 03:40  |
| 熱帶風暴洛克           | 7月23日 15:10  | 7月23日 19:40  |
| 超強颱風天鴿           | 8月22日 08:40  | 8月22日 18:20  |
| 超強颱風天鴿           | 8月23日 18:20  | 8月23日 20:40  |
| 強烈熱帶風暴           | 8月26日 09:40  | 8月26日 20:40  |
| 強烈熱帶風暴           | 8月27日 17:40  | 8月27日 22:10  |
| 強烈熱帶風暴瑪娃       | 9月2日 02:20   | 9月3日 22:40   |
| 強烈熱帶風暴瑪娃       | 9月4日 10:20   | 9月4日 14:10   |
| 熱帶低氣壓             | 9月23日 23:10  | 9月24日 19:20  |
| 強颱風卡努             | 10月14日 10:40 | 10月14日 19:10 |
| 強颱風卡努             | 10月15日 22:40 | 10月16日 02:20 |
| 2018年                 |                |                |
| 熱帶風暴艾雲尼         | 6月5日 11:20   | 6月7日 12:40   |
| 熱帶風暴艾雲尼         | 6月8日 15:40   | 6月8日 18:20   |
| 熱帶風暴山神           | 7月17日 02:40  | 7月17日 16:20  |
| 熱帶風暴山神           | 7月23日 15:40  | 7月24日 10:40  |
| 強烈熱帶風暴貝碧嘉     | 8月9日 17:15   | 8月14日 05:20  |
| 強烈熱帶風暴貝碧嘉     | 8月15日 02:20  | 8月15日 05:20  |
| 熱帶風暴百里嘉         | 9月11日 10:40  | 9月12日 12:20  |
| 熱帶風暴百里嘉         | 9月13日 04:10  | 9月13日 07:40  |
| 超強颱風山竹           | 9月14日 22:20  | 9月15日 16:20  |
| 超強颱風山竹           | 9月17日 14:40  | 9月17日 19:10  |
| 超強颱風玉兔           | 10月31日 08:40 | 11月1日 12:40  |
| 超強颱風玉兔           | 11月2日 02:10  | 11月2日 08:10  |
| 2019年                 |                |                |
| 熱帶低氣壓木恩         | 7月2日 16:15   | 7月3日 05:40   |
| 熱帶風暴韋帕           | 7月30日 15:40  | 7月30日 21:15  |
| 熱帶風暴韋帕           | 8月1日 19:20   | 8月2日 08:40   |
| 強烈熱帶風暴白鹿       | 8月24日 14:40  | 8月25日 19:20  |
| 熱帶風暴楊柳           | 8月28日 14:40  | 8月29日 12:20  |
| 熱帶低氣壓劍魚         | 9月1日 08:40   | 9月1日 16:20   |
| 熱帶低氣壓劍魚         | 9月2日 10:40   | 9月3日 09:20   |
| 2020年                 |                |                |
| 熱帶風暴鸚鵡           | 6月12日 20:20  | 6月13日 15:40  |
| 熱帶風暴鸚鵡           | 6月14日 10:40  | 6月14日 13:20  |
| 熱帶風暴森拉克         | 8月1日 21:10   | 8月1日 23:15   |
| 颱風海高斯             | 8月18日 03:40  | 8月18日 14:20  |
| 熱帶風暴浪卡           | 10月11日 20:40 | 10月12日 17:10 |
| 颱風沙德爾             | 10月22日 17:40 | 10月23日 00:20 |
| 2021年                 |                |                |
| 熱帶風暴小熊           | 6月11日 16:15  | 6月12日 14:10  |
| 熱帶低氣壓（07W及08W） | 7月6日 04:15   | 7月7日 14:10   |
| 颱風                   | 7月18日 21:40  | 7月19日 16:10  |
| 颱風                   | 7月20日 13:20  | 7月20日 19:40  |
| 熱帶風暴盧碧           | 8月2日 21:40   | 8月3日 16:25   |
| 熱帶風暴盧碧           | 8月4日 04:20   | 8月4日 18:20   |
| 熱帶風暴獅子山         | 10月10日 12:40 | 10月10日 14:20 |
| 颱風圓規               | 10月14日 04:40 | 10月14日 06:20 |
| 超強颱風雷伊           | 12月20日 11:20 | 12月21日 12:20 |
| 2022年                 |                |                |
| 颱風暹芭               | 6月29日 21:10  | 6月30日 22:40  |
| 颱風暹芭               | 7月3日 14:10   | 7月3日 19:40   |
| 熱帶低氣壓             | 8月3日 22:10   | 8月4日 14:40   |
| 熱帶風暴木蘭           | 8月9日 03:40   | 8月9日 11:25   |
| 颱風馬鞍               | 8月23日 21:10  | 8月24日 12:40  |
| 颱風馬鞍               | 8月25日 14:10  | 8月25日 16:10  |
| 颱風納沙               | 10月16日 21:20 | 10月17日 11:30 |
| 強烈熱帶風暴尼格       | 10月30日 22:10 | 10月31日 16:20 |
| 2023年                 |                |                |
| 颱風泰利               | 7月15日 04:40  | 7月16日 05:40  |
| 颱風泰利               | 7月18日 02:40  | 7月18日 08:40  |
| 超強颱風杜蘇芮         | 7月26日 20:40  | 7月28日 12:40  |
| 超強颱風蘇拉           | 8月30日 17:40  | 8月31日 15:40  |
| 超強颱風蘇拉           | 9月2日 20:20   | 9月2日 23:40   |
| 強颱風海葵             | 9月4日 04:40   | 9月5日 21:40   |
| 強颱風小犬             | 10月4日 21:40  | 10月6日 17:40  |
| 強颱風小犬             | 10月9日 14:40  | 10月9日 16:20  |
| 2024年                 |                |                |
| 熱帶風暴馬力斯         | 5月30日 17:40  | 5月31日 16:40  |
| 熱帶風暴馬力斯         | 6月1日 16:40   | 6月1日 17:40   |
| 強烈熱帶風暴派比安     | 7月20日 22:40  | 7月22日 12:20  |
| 超強颱風摩羯           | 9月3日 17:40   | 9月4日 18:40   |
| 颱風潭美               | 10月25日 01:40 | 10月26日 10:40 |
| 颱風潭美               | 10月26日 22:20 | 10月27日 00:20 |
| 超強颱風銀杏           | 11月8日 12:40  | 11月9日 15:40  |
| 超強颱風銀杏           | 11月10日 10:20 | 11月10日 15:20 |
| 颱風桃芝               | 11月11日 22:20 | 11月13日 14:40 |
| 颱風桃芝               | 11月14日 22:20 | 11月15日 01:20 |
| 超強颱風萬宜           | 11月18日 06:40 | 11月19日 22:10 |
| 2025年                 |                |                |
| 強烈熱帶風暴蝴蝶       | 6月11日 00:40  | 6月14日 12:20  |
| 熱帶低氣壓             | 6月25日 14:20  | 6月26日 14:20  |
| 強颱風丹娜絲           | 7月4日 12:20   | 7月6日 14:20   |
| 颱風韋帕               | 7月19日 02:20  | 7月19日 14:20  |
| 颱風韋帕               | 7月21日 03:20  | 7月21日 05:10  |
| 強颱風楊柳             | 8月13日 08:40  | 8月14日 12:20  |
| 熱帶低氣壓             | 8月16日 22:20  | 8月17日 20:20  |

備註：
- 橙色為直接發出之一號戒備信號；
 藍綠色為取代較高熱帶氣旋警告信號之一號戒備信號。
- 斜體的熱帶氣旋代表最終沒有引致香港發出三號強風信號，而直接地取消一號戒備信號。
- 2009年或以前的強颱風、超強颱風以香港天文台「警告及信號資料庫」的評級作準。

## 一號信號之最

### 最早全年首次發出
- 1922年3月一個熱帶氣旋，由3月27日02:35至03:00，共維持25分鐘；二戰後為1967年超強颱風維奧莉，由4月9日12:00至4月10日09:00，共維持21小時。

### 最晚全年首次發出
- 1953年颱風奧菲莉亞，由8月12日15:15至8月13日00:15，共維持9小時，發出及取消時間均為夏令時間，及後改發七號風球（現八號東北信號）。

### 最早全年最後發出
- 1959年熱帶風暴葦黛，由7月5日22:20至7月6日11:00，共維持12小時40分鐘，發出及取消時間均為夏令時間。

### 最晚全年最後發出
- 2021年超強颱風雷伊，由12月20日11:20至12月21日12:20，共維持25小時（1日1小時），打破1974年颱風艾瑪的紀錄，亦是歷來第二次及踏入21世紀後首次於12月發出熱帶氣旋警告信號。

### 生效時間最長
- 直接發出／懸掛之一號戒備信號：1977年颱風戴娜，由9月16日16:30至9月21日21:10，共維持124小時40分鐘（5日4小時40分鐘），及後改掛三號信號，同時亦為生效時間最長的單一熱帶氣旋警告信號。
- 取代較高信號之一號戒備信號：1964年強颱風桃麗達，由9月17日15:30至9月21日21:40，共維持102小時10分鐘（4日6小時10分鐘），發出及取消時間均為夏令時間，及後改掛三號信號。

### 生效時間最短
- 直接發出／懸掛之一號戒備信號：1922年3月的一個熱帶氣旋，由3月27日02:35至03:00，維持25分鐘，及後改掛四號風球（偏東烈風信號）；二戰後為1956年的一個熱帶低氣壓，由6月5日12:50至14:10，維持1小時20分鐘，及後改掛三號強風信號。
- 取代較高信號之一號戒備信號：2024年熱帶風暴馬力斯，由6月1日16:40至17:40，共維持1小時。

### 發出最多次數的年份
- 2009年，共有13次。

### 發出最少次數的年份
- 1955年，沒有發出。

## 注意事項
- 香港不同地區的天氣情況不能夠單憑發出的信號推斷。只知道發出了什麼信號並不足夠，市民應該留意電台、 電視台及天文台網頁及「打電話問天氣」系統所提供的熱帶氣旋最新消息及有關報告，然後就發出的信號決定採取適當的相應行動。
- 受地形或鄰近建築物影響，市民所在區域的風力與香港普遍風勢可能有顯著差異。離岸海域及高地風力通常較強，不當風的地區風力較弱。
- 天文台透過多種途徑，特別是互聯網，向公眾提供各區風力及雨量的詳細資料。市民應該因應各自的具體情況和可接受的風險水平，就警告採取適當的預防措施。
- 即使熱帶氣旋正逐步遠離香港，也不應放鬆戒備，因為強風可能仍然肆虐一段時間，故應留在室內安全的地方，直至風勢緩和為止。
- 一號信號發出後，計劃活動時，要考慮熱帶氣旋的影響，並注意離岸海域可能有強風。

## 爭議

### 晚發一號信號
李本瀅在2009年5月11日正式接任天文台台長，其後在台長網誌指出熱帶氣旋警告的生效時數下降能減少對市民生活的干擾及提升社會效率。在他擔任台長的兩年間，天文台明顯較以往延遲發出一號戒備信號的時間。2009年強烈熱帶風暴蓮花及熱帶風暴浪卡吹襲香港期間，天文台在熱帶氣旋移至香港約400公里範圍時才發出一號戒備信號，一改以往作風。翌年超強颱風鮎魚襲港，天文台發出一號信號時，鮎魚已移至香港之東南偏南約570公里，引起社會廣泛討論及批評。時任天文台台長李本瀅博士在2010年10月29日在天文台「台長網誌」發表《何時才會發出一號戒備信號》，解釋天文台在鮎魚襲港時沒有早些發出一號信號的原因。亦有網民去信天文台詢問為何鮎魚距離香港不足700公里仍不發出熱帶氣旋警告信號，天文台回覆指，一號戒備信號的意義是表示有一熱帶氣旋集結於香港約800公里的範圍內，及可能影響香港，但並不是機械式地指每當有熱帶氣旋進入香港800公里的範圍內時，便要立即發出一號信號。天文台會就熱帶氣旋的情況而評估發出熱帶氣旋警告信號，譬如當一個熱帶氣旋移動速度快及有很大機會為香港帶來強風時，天文台甚至可以在熱帶氣旋還沒有進入距離香港800公里範圍時，便發出一號戒備信號；然而，當一個熱帶氣旋移動速度較慢及沒有顯著移向香港的趨勢時，一號信號便可能會較後發出。晚發一號信號的行為直至岑智明在2011年4月14日接替台長一職後才有改善。

### 未有按實況發出信號
2005年7月29日，位於南海的熱帶風暴天鷹引致長洲吹強風，但天文台以風暴遠離為由未有發出任何信號，而只以新聞發佈形式提醒市民提防離岸會有風浪，事件再次引起警告系統未能照顧全港市民的爭議。在2006年，當時天文台台長林超英指「影響香港」一詞由該年起將包含「香港境內海域吹強風」的意義。林超英解釋：「在將來的運作中，主要的分別是熱帶氣旋襲港後期三號強風信號取消之後將大多數繼之以一號戒備信號，用以提醒大家要提防周邊海域的強風。」
由該年起，大部份熱帶氣旋威脅減少，但離岸仍然持續吹強風時，天文台均改發一號信號，取代三號信號，在這之前其實亦有例子（颱風林茵及颱風丹尼分別急劇減弱和急轉彎遠離，令天文台由三號信號改發一號信號）；不過天文台在某些情況仍然不會改發一號信號，而直接取消所有熱帶氣旋警告信號。主要原因是熱帶氣旋減弱為低壓區，但亦有高速遠離、改受強烈東北季候風主導吹強風等其他原因。

## 備註
1. ↑  在粵語中，「波」是「球」的口語。